# Modello unico di dichiarazione ambientale
Con modello unico di dichiarazione ambientale (MUD) si identifica tutto un insieme di dichiarazioni, presentate annualmente da soggetti quali discariche, trasportatori e produttori di rifiuti, alla Camera di commercio di pertinenza. Usualmente la scadenza per la presentazione è fissata entro il 30 aprile, sebbene tale data possa variare leggermente di anno in anno.
In tale dichiarazione i rifiuti vengono raggruppati per tipologia (tramite dei codici numerici chiamati CER), per produttore e provenienza.
La dichiarazione è il bilancio annuale dei registri di carico e scarico dei rifiuti.
Dal 2006, con l'entrata in vigore del D. Lgs. 152/2006 Archiviato il 9 febbraio 2010 in Internet Archive. n. 152/2006, per i soli produttori di rifiuti speciali non pericolosi la presentazione del MUD non è più obbligatoria.
Con l'entrata in vigore del D.Lgs. 16/01/2008 n. 4 che ha modificato il nuovo codice ambientale ([Lgs. 152/2006]), viene reintrodotto l'obbligo di presentazione del MUD per le imprese che producono rifiuti speciali non pericolosi, ma solo per le aziende con un numero di dipendenti superiore a 10.
Il D.Lgs. 205/10 ha eliminato l'obbligo di trasmissione del MUD per le imprese, in quanto obbligate ad aderire al Sistema di controllo della tracciabilità dei rifiuti (SISTRI).
Tuttavia, fino alla piena operatività del SISTRI rimane vigente l'obbligo di predisposizione del MUD da presentare entro il 30 aprile.
Il SISTRI (acronimo per sistema di controllo della tracciabilità dei rifiuti) è stato il sistema informativo voluto dal Ministero dell'Ambiente italiano per monitorare i rifiuti pericolosi tramite la tracciabilità degli stessi. Con l'articolo 6 del Decreto-legge 14 dicembre 2018, n. 135 se ne è decretata la soppressione, non essendo, tra l'altro, mai entrato definitivamente in funzione.
L'11 febbraio con L. 12/2019 è stato convertito il D.L. 135/2018 (“Decreto semplificazioni”). La prima versione del decreto prevedeva la soppressione del Sistri, in vista di un nuovo sistema di tracciabilità dei rifiuti. In sede di conversione del decreto legge, tale sistema è stato individuato in un Registro elettronico nazionale per la tracciabilità dei rifiuti, gestito direttamente dal Ministero dell'ambiente, da istituirsi con apposito decreto. Si attende dunque l’emanazione del decreto che stabilirà le regole operative e darà il via al funzionamento del nuovo Registro.
Dal 1º gennaio 2019 e fino al termine di piena operatività del Registro elettronico nazionale, la tracciabilità dei rifiuti è garantita effettuando gli adempimenti di cui agli articoli 188, 189, 190 e 193 del Codice Ambiente nel testo previgente alle modifiche apportate dal decreto legislativo 3 dicembre 2010, n. 205 (decreto di attuazione della direttiva 2008/98/CE sui rifiuti).